# Hedysarum jaxartucirdes
Hedysarum jaxartucirdes är en ärtväxtart som beskrevs av Y.Liu och R.Sha. Hedysarum jaxartucirdes ingår i släktet buskväpplingar, och familjen ärtväxter. Inga underarter finns listade i Catalogue of Life.